# Ildikó Mincza-Nébald
Ildikó Mincza-Nébald (Budapest, 6 novembre 1969) è un'ex schermitrice ungherese, vincitrice di una medaglia di bronzo nella scherma ai giochi olimpici, nella gara di spada individuale. In passato, aveva vinto anche una gara nel fioretto a squadre ai mondiali del 1994, risultando 
così una delle pochissime atlete con medaglie in due armi diverse..
È la moglie di György Nébald e la cognata di Rudolf Nébald.

## Palmarès
In carriera ha ottenuto i seguenti risultati:
- Giochi Olimpici:

Pechino 2008: bronzo nella spada individuale.
- Mondiali di scherma

Atene 1994: bronzo nel fioretto a squadre.
Seoul 1999: oro nella spada a squadre e bronzo individuale.
L'Avana 2003: bronzo nella spada a squadre.
- Europei di scherma

Vienna 1991: oro nel fioretto a squadre.
Danzica 1997: oro nella spada individuale.
Coblenza 2001: oro nella spada a squadre.
Mosca 2002: oro nella spada a squadre.
Bourges 2003: bronzo nella spada individuale.
Gand 2007: argento nella spada a squadre.